# Vetlužskij rajon
Il Vetlužskij raion (in russo Ветлужский район?) è un rajon dell'Oblast' di Nižnij Novgorod, nella Russia europea; il capoluogo è Vetluga.